# Gerbern
Gerbern (lat. Gerbernus; † 965) war von 949 bis 965 Abt von Corvey.
Er galt als fromm. Zu seiner Zeit hat er das Kloster in Frieden mit allen Nachbarn geführt. Gleichzeitig hat er unter den in Konflikt miteinander geratenen Ministerialen des Klosters Frieden gestiftet. Unter seiner Regentschaft war Corvey berühmt. Insbesondere die Klosterschulen standen in Blüte. Ein Mönch aus Corvey mit Namen Volkmar oder Folkmar wurde zu seiner Zeit Bischof von Paderborn. Zur Zeit von Gerbernus wurden die Reliquien des heiligen Justins vervollständigt. Kaiser Otto I. selbst verschaffte Corvey das Haupt des Märtyrers, das sich zuvor in Magdeburg befunden hatte. Gerbernus war bei der Einweihung des Domes zu Minden im Jahre 952 anwesend. Er stiftete in Corvey eine Kapelle zu Ehren des Apostels Jakobus. Außerdem ließ er ein Haus für Kaufleute und eine Mühle bauen.